# Nycteribia scotti
Nycteribia scotti är en tvåvingeart som beskrevs av Falcoz 1923. Nycteribia scotti ingår i släktet Nycteribia och familjen lusflugor.
Artens utbredningsområde är Kenya. Inga underarter finns listade i Catalogue of Life.